# Senen (onderdistrict)
Senen is een onderdistrict van de gemeente Jakarta Pusat (Centraal Jakarta) in de stad Jakarta, Indonesië.

## Geschiedenis
Senen werd ontwikkeld in 1733 door de Nederlandse ondernemer Justinus Vinck, nadat de Nederlandse overheid de nieuwe stad, Weltevreden, in het zuiden van Batavia had gebouwd. Naast de Senen markt in het oosten, bouwde Vinck ook de Tanah Abang mark in het westen. De twee markten zijn met elkaar verbonden door de Kwitang straat en de Kebon Sirih straat. Op 19 november 1919 werd door de overheid het Centrale Burgerlijke Ziekenhuis in Salemba gebouwd. Dit ziekenhuis is na de onafhankelijkheid hernoemd naar het Cipto Mangunkusumo Centraal Ziekenhuis.

## Verdere onderverdeling
Het onderdistrict Senen is verdeeld in 6 kelurahan:
1. Senen, postcode 10410
2. Kwitang, postcode 10420
3. Kenari, postcode 10430
4. Paseban, postcode 10440
5. Kramat, postcode 10450
6. Bungur, postcode 10460

## Bezienswaardigheden

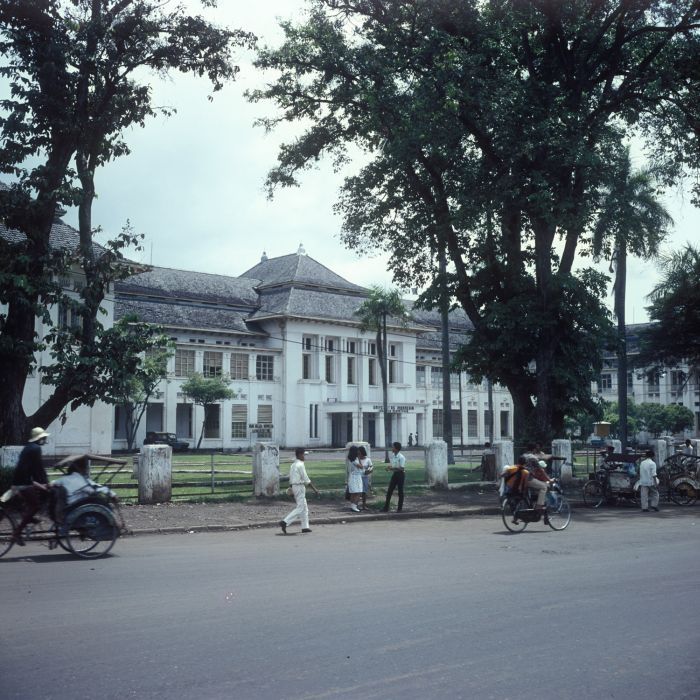
Faculteit van Medicijnen, Universiteit van Indonesia tijdens de jaren 70)

- Cipto Mangunkusumo Centraal Hospitaal
- Faculteit van Medicijnen, Universiteit van Indonesia
- Nationale Bibliotheek van Indonesië
- Station Pasar Senen
- Planet Senen Jeugdcentrum
- Senen winkelcentrum (bestaande uit Pasar Senen en het Plaza Atrium Senen)
- St. Carolus Hospitaal
- Sumpah Pemuda museum